# Exit Wounds (album)
Pour les articles homonymes, voir Exit Wounds.
 (août 2021).
La mise en forme du texte ne suit pas les recommandations de Wikipédia : il faut le « wikifier ».
Les points d'amélioration suivants sont les cas les plus fréquents :
- Les titres sont pré-formatés par le logiciel. Ils ne sont ni en capitales, ni en gras.
- Le texte ne doit pas être écrit en capitales (les noms de famille non plus), ni en gras, ni en italique, ni en « petit »…
- Le gras n'est utilisé que pour surligner le titre de l'article dans l'introduction, une seule fois.
- L'italique est rarement utilisé : mots en langue étrangère, titres d'œuvres, noms de bateaux, etc.
- Les citations ne sont pas en italique mais en corps de texte normal. Elles sont entourées par des guillemets français : « et ».
- Les listes à puces sont à éviter, des paragraphes rédigés étant largement préférés. Les tableaux sont à réserver à la présentation de données structurées (résultats, etc.).
- Les appels de note de bas de page (petits chiffres en exposant, introduits par l'outil «  Source ») sont à placer entre la fin de phrase et le point final[comme ça].
- Les liens internes (vers d'autres articles de Wikipédia) sont à choisir avec parcimonie. Créez des liens vers des articles approfondissant le sujet. Les termes génériques sans rapport avec le sujet sont à éviter, ainsi que les répétitions de liens vers un même terme.
- Les liens externes sont à placer uniquement dans une section « Liens externes », à la fin de l'article. Ces liens sont à choisir avec parcimonie suivant les règles définies. Si un lien sert de source à l'article, son insertion dans le texte est à faire par les notes de bas de page.
- La présentation des références doit suivre les conventions bibliographiques. Il est recommandé d'utiliser les modèles {{Ouvrage}}, {{Chapitre}}, {{Article}}, {{Lien web}} et/ou {{Bibliographie}}. Le mode d'édition visuel peut mettre en forme automatiquement les références.
- Insérer une infobox (cadre d'informations à droite) n'est pas obligatoire pour parachever la mise en page.

Pour une aide détaillée, merci de consulter Aide:Wikification.
Si vous pensez que ces points ont été résolus, vous pouvez retirer ce bandeau et améliorer la mise en forme d'un autre article.
 (août 2021).
Exit Wounds est le septième album studio de The Wallflowers et leur premier en neuf ans depuis la sortie de Glad All Over. Il a été publié par New West Records le 9 juillet 2021. L'album a fait ses débuts à la 183e place du Billboard 200 américain et à la 32e place des meilleurs albums rock américains. L'album présente les chœurs de l'auteur-compositeur-interprète Shelby Lynne sur quatre pistes. "Roots and Wings" est sorti en tant que premier single le 9 avril 2021.

## Genèse
Bien que l'album ait été écrit et terminé avant la pandémie de COVID-19, Jakob Dylan a déclaré qu'il avait dit qu'il ne voulait pas le sortir pendant une période d'incertitude et de souffrance. En parlant à Uproxx des origines de l'album, il a déclaré que "ces chansons sont écrites avant Covid, mais nous avons toujours eu le feu de la benne à ordures de tout ce qui se passait avant cela". Dylan a noté que même s'il ne le considère pas comme un album politique, les événements actuels aux États-Unis ont certainement eu un impact sur son écriture. Comme il l'a souligné dans Consequence of Sound, la persévérance malgré les temps turbulents est un thème majeur de l'album. Ce thème est particulièrement remarquable sur le morceau « I'll Let You Down (But I Will Not Give You Up) », qui utilise un « bus capricieux » comme métaphore des bouleversements sociaux aux États-Unis, mais présente un refrain plein d'espoir avec Shelby Lynne chantant l'harmonie.

## Réception
Exit Wounds a reçu un score de 72 sur 100 de Metacritic, indiquant "des critiques généralement favorables". Mojo lui a attribué quatre étoiles sur cinq et l'a qualifié de "meilleure œuvre originale de Dylan à quelques mètres". Dans une critique plutôt positive, American Songwriter a écrit que "le son est plus fin, un peu moins rugueux sur les bords et solidement synchronisé également". La critique de Rolling Stone était mitigée, donnant à l'album trois étoiles sur cinq, et écrivant que Dylan "peut évoquer un Warren Zevon teinté d'Americana, bourru mais tendre, avec les meilleures chansons mettant en vedette la voix empathique de Shelby Lynne".

## Style musical
Pitchfork a évalué l'album comme un retour au rock classique sans aucun ajustement pour s'adapter à la « mode contemporaine ». La première chanson, " Maybe Your Heart's Not in It No More ", a donné une impression de " soulful Americana ". Le magazine Classic Rock a apprecié, appelant la chanson roots rock. Classic Rock a fait l'éloge de l'album pour sa variété de genres de chansons, y compris le pop rock de « Roots and Wings » et la « rave-up rauque » de « Who's That Man Walkin' Round My Garden ». Les quatre chansons avec des voix de Shelby Lynne ont été décrites comme ajoutant une influence de la musique country, et le genre général de l'album était une combinaison d'Americana et de power pop rock. PopMatters a écrit que l'album n'était pas un album de blues, mais qu'il portait l'influence du blues partout, à la manière de la musique rock des Rolling Stones. Le magazine Glide a classé l'album comme « guitariste », « pop solide » et rock.

## Liste des chansons
| No  | Titre                                                           | Durée |
| --- | --------------------------------------------------------------- | ----- |
| 1.  | Maybe Your Heart's Not In It No More (w Shelby Lynne)           | 5:00  |
| 2.  | Roots and Wings                                                 | 3:54  |
| 3.  | I Hear The Ocean (When I Wanna Hear Trains)                     | 4:29  |
| 4.  | The Dive Bar In My Heart                                        | 3:31  |
| 5.  | Darlin' Hold On (w Shelby Lynne)                                | 3:42  |
| 6.  | Move The River (w Shelby Lynne)                                 | 4:28  |
| 7.  | I'll Let You Down (But I Will Not Give You Up) (w Shelby Lynne) | 4:04  |
| 8.  | Wrong End of The Spear                                          | 4:06  |
| 9.  | Who's That Man Walking 'Round My Garden?                        | 2:58  |
| 10. | The Daylight Between Us                                         | 3:44  |